# 布尔瑟弗朗-勒沙皮
布尔瑟弗朗-勒沙皮（法語：Bourcefranc-le-Chapus，法語發音：[buʁsəfʁɑ̃ lə ʃapy]）是法国滨海夏朗德省的一个市镇，位于该省西部偏北，属于罗什福尔区。

## 地理
布尔瑟弗朗-勒沙皮（45°50'50"N, 1°8'51"W）面积12.4 平方千米，位于法国新阿基坦大区滨海夏朗德省，该省份为法国西部滨海省份，北起旺代省，西临大西洋，南至吉倫特省，东南接多爾多涅省，东北接德塞夫勒省接壤，东临夏朗德省。
与布尔瑟弗朗-勒沙皮接壤的市镇（或旧市镇、城区）包括：奥莱龙堡、马雷讷-耶尔斯-布鲁阿日。

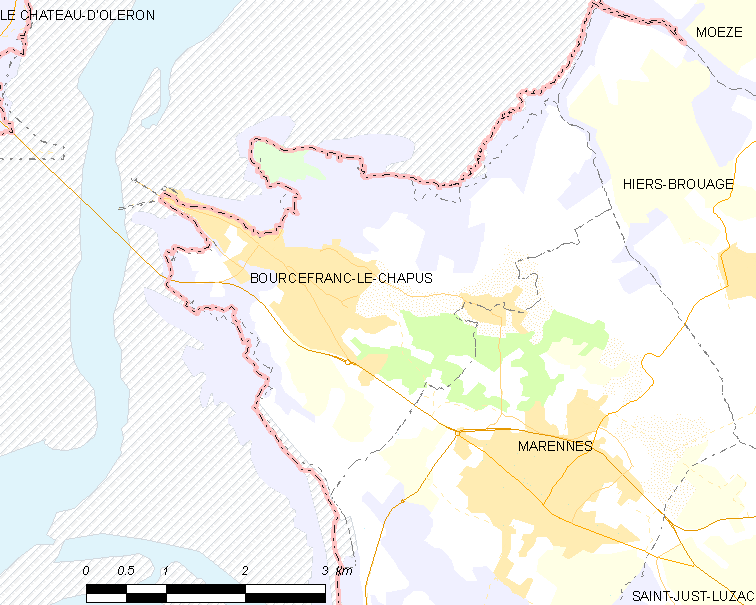
布尔瑟弗朗-勒沙皮的OSM定位图

布尔瑟弗朗-勒沙皮的时区为UTC+01:00、UTC+02:00（夏令时）。

## 行政
布尔瑟弗朗-勒沙皮的邮政编码为17560，INSEE市镇编码为17058。

## 政治
布尔瑟弗朗-勒沙皮所属的省级选区为马雷讷县。

## 人口

1962-2008年间布尔瑟弗朗-勒沙皮人口变化图示

布尔瑟弗朗-勒沙皮于2022年1月1日时的人口数量为3515人。